# Діно Буццаті
Ді́но Буцца́ті (італ. Dino Buzzati; 16 жовтня 1906, Беллуно, Італія — 28 січня 1972, Мілан) — італійський новеліст, журналіст, драматург, художник. Автор великої кількості сюрреалістичних і фантастичних романів та оповідань, настільки, що його неодноразово називали «італійським Кафкою», він вважається, разом з Італо Кальвіно, Томмазо Ландольфі та Хуаном Родольфо Вілкоком, одним з найвидатніших письменників-фантастів Італії 20-го століття: його найвідомішою книгою є «Тартарська пустеля» (італ. Il deserto dei Tartari), роман 1940 року.

## Біографія
Навчався в Мілані, отримав диплом юриста, все життя пропрацював журналістом в газеті «Кор'єре делла сера».

## Творчість
Проза Буццаті тяжіє до фантастики, нерідко має характер притчі, в цьому плані його часто співставляють з Едгаром По, Кафкою. У найвідомішій книзі Буццаті, романі «Татарська пустеля» (1940), розповідається про забутий всіма форт на межі з пустелею, з боку якої очікується нашестя. Всі, хто знаходиться у форті, живуть очікуванням полчищ, з якими вони зможуть битися, і бачать себе рятівниками країни. Ті, хто опинився у фортеці, не можуть її покинути. За книгою був знятий однойменний фільм Валеріо Дзурліні (1976).
Герої розповідей «Коломбр», «Сім гінців» — раби і жертви власних ідей.
Як художник ілюстрував свої книги, працював у театрі.

## Екранізації творів
- 1993 : «Таємниця старого лісу» / (Il segreto del bosco vecchio)